# 蔡明復
蔡明復（1528年—？），字以脩，號脩吾，福建漳州府漳浦縣人，民籍，明朝政治人物。

## 生平
嘉靖三十一年（1552年）壬子科福建鄉試第五十八名。嘉靖三十五年（1556年），登丙辰科会试五十八名，三甲第九十八名進士。工部观政，授廣東潮陽縣知縣。嘉靖三十七年（1558年），倭寇掠奪潮阳海疆，民众损失惨重。嘉靖四十年（1661年），蔡明復被巡按广东御史潘季驯追论失责，免职归里。

## 家族
曾祖蔡達；祖父蔡軏；父蔡子選，母陳氏。弟中復（生员）、阳復、来復。